# 복싱 월드컵
복싱 월드컵(Boxing World Cup)은 국제 복싱 협회 (IBA)가 주최하는 국제 권투 대회로, 복서들이 다양한 체급에서 경쟁한다. 1979년부터 1998년까지는 개인전으로, 2002년부터 2006년까지는 단체전으로 개최되었다. 2008년에는 형식이 개인전으로 돌아왔지만, 팀 점수는 여전히 집계되었다.

## 역사
개인 복서들은 팀 경쟁의 일환으로 각자의 체급에서 경쟁했으며, 전체 우승자는 총 승리 횟수가 더 많은 팀으로 결정되었다. 각 팀은 국가와 대륙을 대표했다. 체급의 수는 월드컵마다 달랐다. 관련 유형의 대회로는 IBA 세계 복싱 선수권 대회의 최종 준비 단계로 국가 간에 자주 개최되는 복싱 팀 대결을 들 수 있다.
이 대회는 1979년부터 2008년까지 총 12회 개최되었다. 2005년에는 러시아 모스크바에서 개최되었고, 러시아 팀이 우승했다. 다음 대회는 아제르바이잔 바쿠에서 개최되었고, 쿠바 팀이 우승했다.
새로운 회장이 국제 복싱 협회에 선출된 후 대회는 중단되었다. 2007년에는 개최되지 않았다. 2008년에는 복싱 기구에서 대회가 계속될 것이라고 발표했지만, 격년으로 개최될 다른 대회 형식으로 변경되었고, 다음 대회는 2008년에 열렸다. 이 대회에서는 각 체급의 상위 랭킹 복서들이 경쟁했다. 대회 장소는 모스크바로 선정되었다.

## 대회 형식
1990년대에 개최된 일부 월드컵에서는 2분 5라운드의 개인 경기가 진행되었다.

## 연도별 결과
| 회차  | 연도 | 개최국                  | 개최지                   | 날짜               | 우승           | 준우승     | 최종 점수 | 3위                         | 비고                  | 각주          |
| ----- | ---- | ----------------------- | ------------------------ | ------------------ | -------------- | ---------- | --------- | --------------------------- | --------------------- | ------------- |
| 1     | 1979 | 미국 뉴욕               | 매디슨 스퀘어 가든       | 10월 11일–19일     | 미국           | 소련       | 7–3       | 대한민국 푸에르토리코       | 쿠바 불참             | [ 2 ]         |
| 2     | 1981 | 캐나다 몬트리올         | 모리스 리차드 아레나     | 11월 11일–18일     | 소련           | 쿠바       | 4–4       | 미국 캐나다                 |                       | [ 3 ]         |
| 3     | 1983 | 이탈리아 로마           | 팔라초 델로 스포르트     | 10월 17일–22일     | 쿠바           | 소련       | 4–3       | 이탈리아 대한민국           |                       | [ 4 ]         |
| 4     | 1985 | 대한민국 서울특별시     | 잠실실내체육관           | 11월 2일–6일       | 대한민국       | 소련       | 4–4       | 동독 미국                   | 쿠바 불참             | [ 5 ]         |
| 5     | 1987 | 유고슬라비아 베오그라드 |                          | 10월 26일–31일     | 쿠바           | 동독       | 5–3       | 소련 유고슬라비아           | 미국 불참             | [ 6 ]         |
| 6     | 1990 | 쿠바 아바나             | 스포츠 시티 콜리세움     | 2월 18일–24일      | 쿠바           | 소련       | 4–0       | 동독 튀르키예               | 1차                   | [ 7 ]         |
| 6     | 1990 | 아일랜드섬 더블린       |                          | 9월 1일–8일        | 쿠바           | 동독       | 3–1       | 서독 소련                   | 2차                   | [ 8 ]         |
| 6     | 1990 | 인도 뭄바이             | 뭄바이 짐카나            | 11월 10일–17일     | 쿠바           | 미국       | 3–1       | 캐나다 불가리아             | 3차                   | [ 9 ]         |
| 7     | 1994 | 태국 방콕               | 탐마삿 스포츠 센터       | 6월 ?–11일         | 독일           | 쿠바       | 3–2       | 카자흐스탄 우즈베키스탄     |                       | [ 10 ]        |
| 8     | 1998 | 중화인민공화국 충칭시   |                          | 6월                | 쿠바           | 태국       | 9–1       | 우즈베키스탄 중화인민공화국 |                       | [ 11 ]        |
| 8     | 1998 | 중화인민공화국 베이징시 |                          | 6월                | 쿠바           | 태국       | 9–1       | 우즈베키스탄 중화인민공화국 |                       | [ 11 ]        |
| 9     | 2002 | 카자흐스탄 아스타나     | 카자흐스탄 스포츠 경기장 | 6월 3일–8일        | 쿠바           | 카자흐스탄 | 7–5       | 태국 러시아                 |                       | [ 12 ]        |
| 1 (w) | 2004 | 노르웨이 톤스베르그     | 퀄리티 호텔              | 4월 28일 – 5월 1일 | 중화인민공화국 | 이탈리아   | 3–3       | 튀르키예 인도               | 쿠바 불참 러시아 불참 | [ 13 ]        |
| 10    | 2005 | 러시아 모스크바         | 루즈니키 마이너 아레나   | 7월 12일–17일      | 러시아         | 쿠바       | 7–4       | 아제르바이잔 카자흐스탄     |                       | [ 14 ] [ 15 ] |
| 11    | 2006 | 아제르바이잔 바쿠       | 바쿠 스포츠 팰리스       | 10월 15일–22일     | 쿠바           | 러시아     | 6–5       | 아제르바이잔 우크라이나     |                       | [ 16 ] [ 17 ] |
| 12    | 2008 | 러시아 모스크바         | 메가스포츠 스포츠 팰리스 | 12월 5일–15일      | 쿠바           | 러시아     | 6–3       | 아르메니아 필리핀           |                       | [ 1 ]         |
| 13    | 2023 | 잉글랜드 크로스턴       | 크로스턴 스포츠 클럽     | 6월 1일–15일       |                |            |           |                             |                       |               |

## 국가별 통계
| 국가         | 우승           | 준우승         | 3위            |
| ------------ | -------------- | -------------- | -------------- |
| 쿠바         | 2 (2006, 2008) | 1 (2005)       | –              |
| 러시아       | 1 (2005)       | 2 (2006, 2008) | –              |
| 아제르바이잔 | –              | –              | 2 (2005, 2006) |
| 아르메니아   | –              | –              | 1 (2008)       |

비고
- 2005년에는 조별 리그 후 토너먼트 시스템으로 진행되었으며 준결승이 있었다.
- 2006년에는 조 2위를 차지한 두 팀이 공동 3위를 기록했다.
- 2008년에는 개인전 후 메달 집계에 따라 결과가 결정되었다.

## 미국 올림픽컵
| 회차 | 연도 | 개최국                  | 개최지                       | 날짜         | 우승       | 최종 점수 | 비고                                            | 각주   |
| ---- | ---- | ----------------------- | ---------------------------- | ------------ | ---------- | --------- | ----------------------------------------------- | ------ |
| 1    | 1990 | 유타주 솔트레이크시티   | 솔트 팰리스 전시관           | 6월 23일     | 북아메리카 | 11–3dgr   | 종합 스포츠 행사에서 북아메리카 대 유럽 팀 대결 | [ 18 ] |
| 2    | 1999 | 캘리포니아주 샌디에이고 | 캘리포니아 대학교 샌디에이고 | 9월 9일–10일 | 우크라이나 |           | 종합 스포츠 행사에서의 개인전                   | [ 19 ] |

## 같이 보기
- IBA 세계 복싱 선수권 대회